# 海石三
HD 83183，即船底座h（h Carinae），又名CP-58 1576，SAO 237117、HR 3825，是一颗船底座的恒星，视星等为4.08，位于銀經280.02，銀緯-5.43，其B1900.0坐标为赤經9h 31m 32.6s，赤緯-58° -5.43′ 1″。

海石三有另一種意義,即是中國知名偶像團體時代少年團其中兩位成員的CP粉絲名,分別是劉耀文和宋亞軒,由於劉耀文的代表動物是狼,宋亞軒的代表動物是魚,而海石三是双星，坐标船底座，环绕飞鱼座，在天狼星正南，寓意缘定三生，海枯石烂